# 木地肤
木地肤（学名：Kochia prostrata）是苋科地肤属的植物。

## 形态
多年生小灌木。主根粗壮，入土深，侧根多分布在60厘米土层；长出多茎枝；茎直立，株高20～60厘米。灰绿色条形单叶互生。花单生或簇生于叶腋。扁球形胞果；黑褐色卵形或近圆形小种子。

## 分布
分布在欧洲、中亚以及中国大陆的河北、黑龙江、西藏、甘肃、陕西、宁夏、新疆、山西、辽宁、内蒙古等地，生长于海拔100米至2,700米的地区，多生在沙地、山坡以及荒漠，目前尚未由人工引种栽培。

## 异名
- Kochia prostrata (L.) Schrad. var. canescens Moq.
- Kochia prostrata (L.) Schrad. var. villosissima Bong. et Mey.